# Wilhelm Tiedje
Wilhelm Tiedje (* 7. Juli 1898 in Hannover; † 29. März 1987) war ein deutscher Architekt und Hochschullehrer.

## Leben
Tiedje studierte Architektur zuerst an der Technischen Hochschule Hannover und später bei Paul Bonatz an der Technischen Hochschule Stuttgart, wo er 1922 mit dem Diplom abschloss. Anschließend blieb Tiedje noch drei Jahre lang als Assistent von Paul Schmitthenner an der Hochschule. Von 1925 bis 1931 arbeitete er unter Adolf Abel als Städtischer Baurat im Hochbauamt Köln, wo unter Vermittlung von Paul Bonatz mit Hans Mehrtens, Theodor Teichen oder Julius Schulte-Frohlinde mehrere Absolventen der Stuttgarter Schule tätig waren.
Im Jahr 1931 kehrte Tiedje nach Stuttgart zurück, begann seine Lehrtätigkeit und 1934 erhielt er an der Technischen Hochschule Stuttgart eine außerordentliche Professur für Werkslehre, Technisches Zeichnen und das Entwerfen an der Architekturabteilung. 1936 wurde der Spezialist für Natursteinmauerwerk durch den Generalinspektor für das deutsche Straßenwesen, Fritz Todt, zum Vertrauensarchitekten für die Ingenieurobjekte der Obersten Bauleitung der Reichsautobahnen in Stuttgart ernannt. Es folgte 1938 die Ernennung zum verantwortlichen Gebietsarchitekten für den Bezirk Süd (Streckenabschnitte von Stuttgart bis Breslau) der Reichsautobahnen und 1940 zum für das Gebiet West (Rhein mit Nebenflüssen) verantwortlichen Architekten für die gesamte Wasser- und Energieversorgung. Im Jahr 1939 wurde er ordentlicher Professor an der TH Stuttgart. 1940 trat Tiedje in die NSDAP ein. Ab 1937 arbeitete er an Brückenbau-Projekten der Reichsautobahn mit. Unter anderem war Tiedje an den Entwurfsarbeiten des Brückenzugs des Albabstiegs der Reichsautobahn Stuttgart–Ulm beteiligt. Tiedje stand 1944 in der Gottbegnadeten-Liste des Reichsministeriums für Volksaufklärung und Propaganda.
1945 wurde Tiedje vom Dienst suspendiert. Nach seiner Rückkehr an die Hochschule hatte er viele Anfeindungen in der Architekturfakultät. 1948 wechselte Tiedje daher auf die seit dem Ausscheiden von Rudolf Lempp vakante ordentliche Professur der Bauingenieurabteilung für Baukonstruktion und Hochbaukunde für Bauingenieure und Entwerfen für Architekten der Technischen Hochschule Stuttgart, wo er bis zu seiner Emeritierung 1965 und darüber hinaus bis 1968 lehrte.

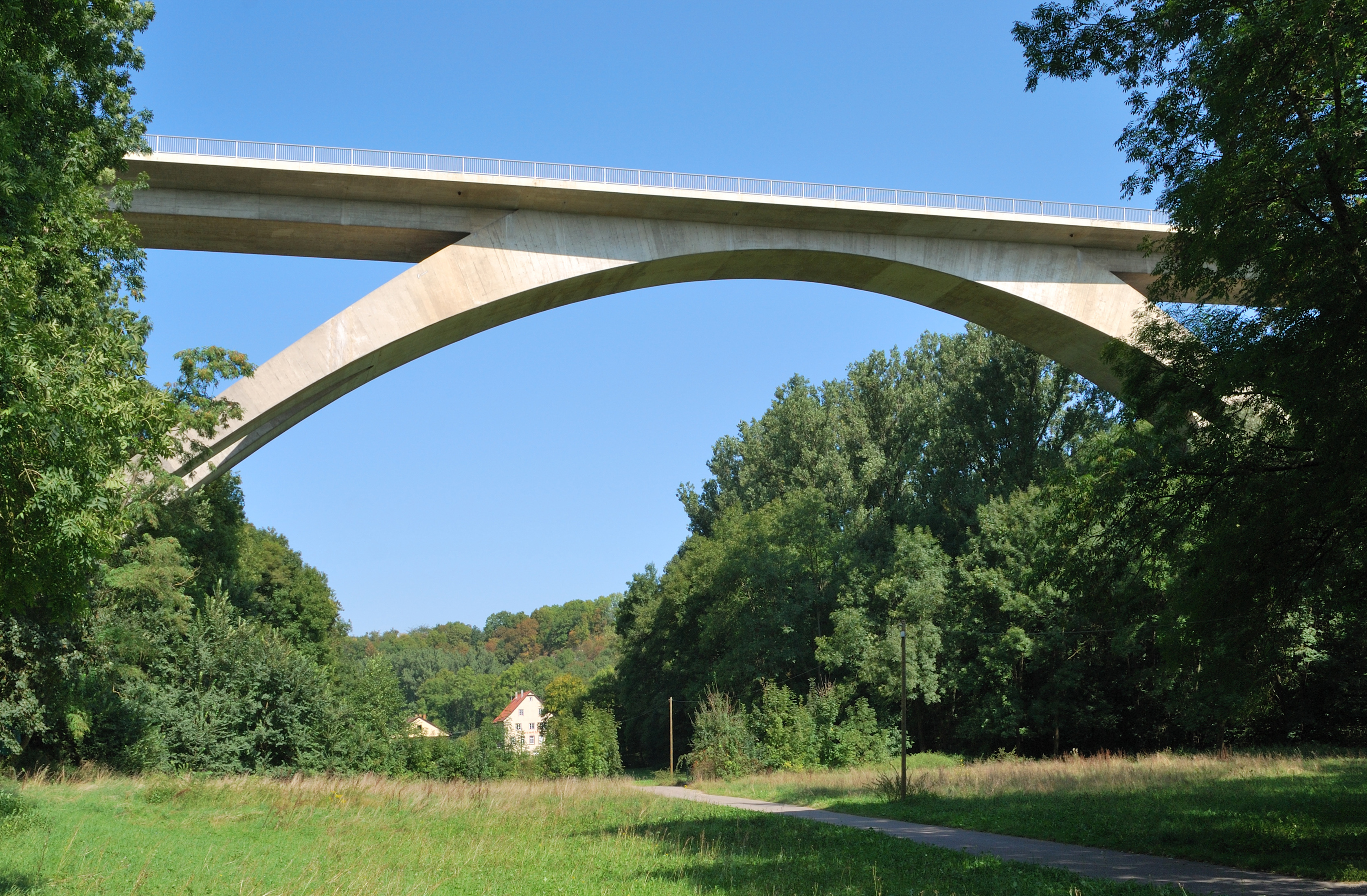
Glemstalbrücke bei Schwieberdingen

Tiedje war unter anderem als architektonischer Berater am Wiederaufbau der Lahntalbrücke Limburg und bei den Neubauten der Rheinbrücke Maximiliansau/Karlsruhe sowie der Glemstalbrücke bei Schwieberdingen beteiligt.

## Auszeichnungen und Ehrungen
- 1969: Heinrich-Tessenow-Medaille der F.-V.-S.-Stiftung Hamburg
- Kulturpreis Rheinland-Pfalz
- 1978: Verdienstkreuz 1. Klasse der Bundesrepublik Deutschland[7]

## Werke

### Bauten
- 1952: Kraftwerk Aitrach
- 1952–1953: Max-Kade-Studentenwohnheim in Stuttgart (zusammen mit Ludwig Hilmar Kresse)
- 1952–1956: Rathaus in Friedrichshafen (zusammen mit Ludwig Hilmar Kresse)
- 1956–1958: Stephanus-Kirche in Stuttgart-Giebel
- 1958–1960: Kirche in Eschental
- 1961–1964: Wohnhochhaus Fasan I in Stuttgart (zusammen mit Josef Lehmbrock)
- 1964: Kurhaus in Bad Mergentheim

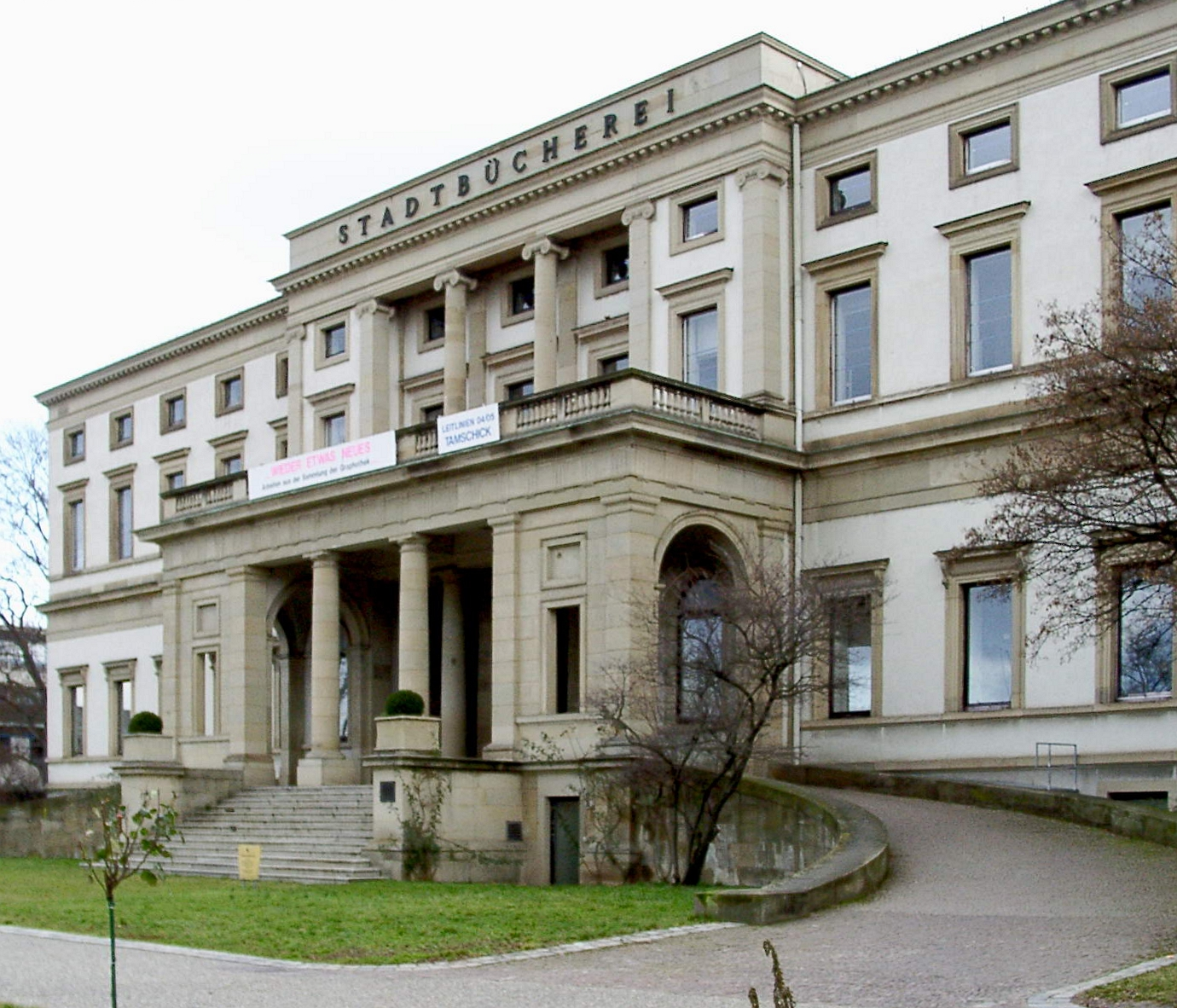
Wilhelmspalais

- 1961–1965: Wiederaufbau des Wilhelmspalais in Stuttgart
- 1963–1966: Rathaus in Reutlingen (zusammen mit Rudi Volz)

### Schriften
- Körper und Raum. Ein Lehrbuch für Bauleute. Krämer, Stuttgart 1950. (Reprint: ISBN 3-7828-1117-8)
- Rathäuser. Town Halls. Krämer, Stuttgart 1962.
- Formprobleme im Brückenbau. Krämer, Stuttgart 1966.